# Prisopus biolleyi
Prisopus biolleyi är en insektsart som beskrevs av Carl 1913. Prisopus biolleyi ingår i släktet Prisopus och familjen Prisopodidae. Inga underarter finns listade i Catalogue of Life.